# Bethany Anne Lind
Bethany Anne Lind (ur. 28 czerwca 1985 w Nowym Jorku) – amerykańska aktorka, która wystąpiła m.in. w serialach Doom Patrol, Reprisal i Ozark.

## Filmografia

### Filmy
| Rok  | Tytuł                    | Rola                | Uwagi       |
| ---- | ------------------------ | ------------------- | ----------- |
| 2012 | Carl                     | Judy                |             |
| 2012 | Flight                   | Vicky Evans         |             |
| 2013 | Crackerjack              | Sherry Partridge    |             |
| 2013 | Four Senses              | Bethany             |             |
| 2013 | The Echo Construct       | Jillian             | krótkometr. |
| 2018 | One Last Thing           | Matka               |             |
| 2019 | Blood on Her Name        | Leigh Tiller        |             |
| 2019 | Doctor Sleep             | Matka Violet        |             |
| 2020 | Second Samuel            | Jimmy DeeAnne Jones |             |
| 2020 | Through the Glass Darkly | Angela              |             |
| 2021 | Ruchomy chaos            | Karyssa Hewitt      |             |
| 2021 | The Wheel                | Carly               |             |

### Telewizja
| Rok     | Tytuł                       | Rola                   | Uwagi          |
| ------- | --------------------------- | ---------------------- | -------------- |
| 2010    | Jej Szerokość Afrodyta      | Asystentka             | 1 odc.         |
| 2011    | Wredne dziewczyny 2         | Quinn Shinn            | film TV        |
| 2012    | Poślubione armii            | Gina                   | 1 odc.         |
| 2014    | Rectify                     | Kate Everett           | 1 odc.         |
| 2015    | Zasady gry                  | Cydney                 | 2 odc.         |
| 2015    | Żywe trupy                  | młoda kobieta          | 1 odc.         |
| 2016    | Turn: Washington’s Spies    | Betsy Shippen          | 3 odc.         |
| 2016    | Stranger Things             | Sandra                 | 1 odc.         |
| 2017    | Ozark                       | Grace Young            | 5 odc.         |
| 2017    | Lore                        | Sarah Nicholson Phelps | 1 odc.         |
| 2018    | Greenleaf                   | Coralie Hunter         | 4 odc.         |
| 2019-21 | Doom Patrol                 | Clara Steele           | 12 odc.        |
| 2019    | Reprisal                    | Molly                  | 10 odc. (Hulu) |
| 2020    | Rada ojców                  | Camilla                | 1 odc.         |
| 2022    | Kindred                     | Isadora                | 1 odc.         |
| 2023    | Alert: Missing Persons Unit | Beth Colt              | 2 odc.         |